# InsideClimate News
InsideClimate News ist eine als Non-Profit-Organisation arbeitende und primär über Spenden finanzierte journalistische Website, die sich auf Umwelt- und Klimajournalismus spezialisiert hat. Sie wurde im Jahr 2007 gegründet und berichtet über den Klimawandel sowie energiewirtschaftliche und ökologische Themen.
Die Website wurde für ihre Berichterstattung wiederholt ausgezeichnet. Unter anderem erhielten 2013 drei Journalisten der Website den Pulitzer-Preis für eine Reportage über mangelhafte Regulierungen von Erdöl-Pipelines in den USA. 2016 erreichte eine Artikelserie über die jahrzehntelange Desinformationsstrategie von ExxonMobil hinsichtlich des menschengemachten Klimawandels die Endrunde bei der Pulitzerpreisvergabe. Die Serie wurde auch von der White House Correspondents’ Association mit dem Edgar A. Poe Award ausgezeichnet.
Hinsichtlich Arbeitsweise und Finanzierung bestehen Ähnlichkeiten zu ProPublica. Um 2013 betrug das Budget ca. 550.000 Dollar im Jahr. Mit Stand Mai 2021 listet die Seite 23 Mitarbeiter.